# Bruine verglaçante
La bruine verglaçante est un type de précipitations liquides qui tombent dans une masse d'air sous le point de congélation et gèlent au contact de tout objet pour donner du verglas. Le code METAR de la bruine verglaçante est FZDZ.

## Formation
La bruine est courante surtout dans les régions côtières ou dans des situations de nuages de peu d'extension verticale. Le mouvement vertical est alors limité dans une mince couche de l'atmosphère donnant des stratus et des stratocumulus. Les mouvements verticaux de l'air à l'intérieur de ces nuages ne sont pas assez forts pour leur permettre de développer les gouttellettes par collision, elles doivent donc croître surtout par condensation. C'est pour cela que ces gouttelettes sont très petites. 
Si la température est sous le point de congélation dans toute la couche du nuage, les petites gouttes ne peuvent se congeler avant −10 °C du fait du manque de noyaux de congélation,. Elles peuvent même rester dans cet état jusqu'à −39 °C si l'air est très pur comme dans les zones arctiques. Ces gouttelettes sont donc dans un état de surfusion. En tombant, elles gèleront instantanément au contact de tout objet.

## Impact
Lorsque la bruine verglaçante s'accumule au sol ou sur les structures, elle crée une mince couche de verglas. Même si elle n'entraîne généralement pas d'accumulations importantes de glace, en raison de la faible dimension des gouttelettes et de son intensité, elle peut causer des problèmes significatifs. Ainsi, cette bruine se congelant sur une route donne de minces couches de glace noire qui peuvent provoquer des conditions extrêmement dangereuses, entraînant des collisions ou des sorties de route.
Le passage prolongé d'un avion dans une couche de bruine verglaçante en altitude peut aussi être extrêmement dangereuse. Les gouttelettes d'eau surfondues vont alors geler sur la cellule, dégradant considérablement ses performances aérodynamiques. La perte du vol 4184 d'American Eagle le 31 octobre 1994 fut attribuée à l'accumulation de glace sur les ailes dans de telles conditions.